# علی‌محمد ساکی
علی محمد ساکی (۱۳۱۴–۲۲ خرداد ۱۳۷۳) محقق، مترجم و شهردار خرم‌آباد بین سال‌های ۱۳۵۰ تا ۱۳۵۶ بود.

## شهرداری خرم‌آباد
او از مرداد ۱۳۵۰ تا دی ۱۳۵۶ این سمت را بر عهده داشت. از جمله کارهایی که او در مدت مدیریتش انجام داد، عبارتند از: احداث مراکز فرهنگی، کتاب‌خانه‌ها، مجتمع‌های ورزشی و تربیتی، دگرگون ساختن بافت نامنظم شهر و احداث خیابان‌های جدید و عریض، میادین فرهنگی، رفاهی و بوستان‌ها و پارک‌ها؛ دریاچه کیو نیز در دوره شهرداری ساکی ساخته شد.
یکی از میدان‌های کوچک خرم‌آباد به نام اوست.

## آثار
- جغرافیای تاریخی و تاریخ لرستان
- دو جلد سال‌نامهٔ دبیرستان بهار
- ترجمهٔ سفرنامه‌های دوراند، فریا استارک، هنری راولینسن
- تصحیح گلشن مراد و قلاع حشاشین
- کریم خان زند، تاریخ ایران بین سالهای ۱۷۷۹–۱۷۴۷، جان پری، علی محمد ساکی (مترجم)، ناشر: آسونه - ۱۳۸۳
- سفرنامه ویلسون در جنوب غربی ایران، آرنولد تالبوت ویلسون، علی محمد ساکی (مترجم)، ناشر: شاپورخواست